# Txelbas
|  | Aquest article tracta sobre el riu. Vegeu-ne altres significats a «Txelbas (Khopiórskaia)». |

El Txelbas —Челбас (rus)— és un riu que passa pels territoris de Stàvropol i de Krasnodar, a Rússia. Neix a Temijbekski, al nord de l'stanitsa de Temijbékskaia, a 4 km del riu Kuban. Desemboca a la mar d'Azov. Té 288 km de llargària, 3.959 km² de conca i 2,41 m³/s de cabal a l'alçada de Novoplàtnirovskaia. El nom de Txelbas deriva del turc chelbasu (literalment, 'cubell d'aigua' o 'riu poc profund'). Els antics grecs l'anomenaven Feofània. Els seus principals afluents són el Tíkhonykaia (a Vissotni) i el Boríssovka (a Malorossiïski) a la dreta i el Sredni Txelbas (a Kanevskaia) a l'esquerra.